# Kesari bhath
Le kesari bhath (kannada : ಕೇಸರಿ ಬಾತ್ ; marathi : केसरी बाथ ; tamoul : கேசரி ) est un dessert indien populaire dans tout le pays. Il est originaire de la région du Deccan (Karnataka et Maharashtra), en Inde du Sud. Il est fréquent de préparer ce plat durant les festivals, comme Ugadi, ou pour l'offrir en prasād (« offrande ») lors des cérémonies religieuses hindoues.
Le terme kesari (signifiant « safrané » dans plusieurs langues) se réfère à l'utilisation, pour la préparation du mets, de safran qui lui confère sa couleur jaune-orangée. De nos jours, le recours aux colorants alimentaires est très important, du fait du coût élevé du safran.

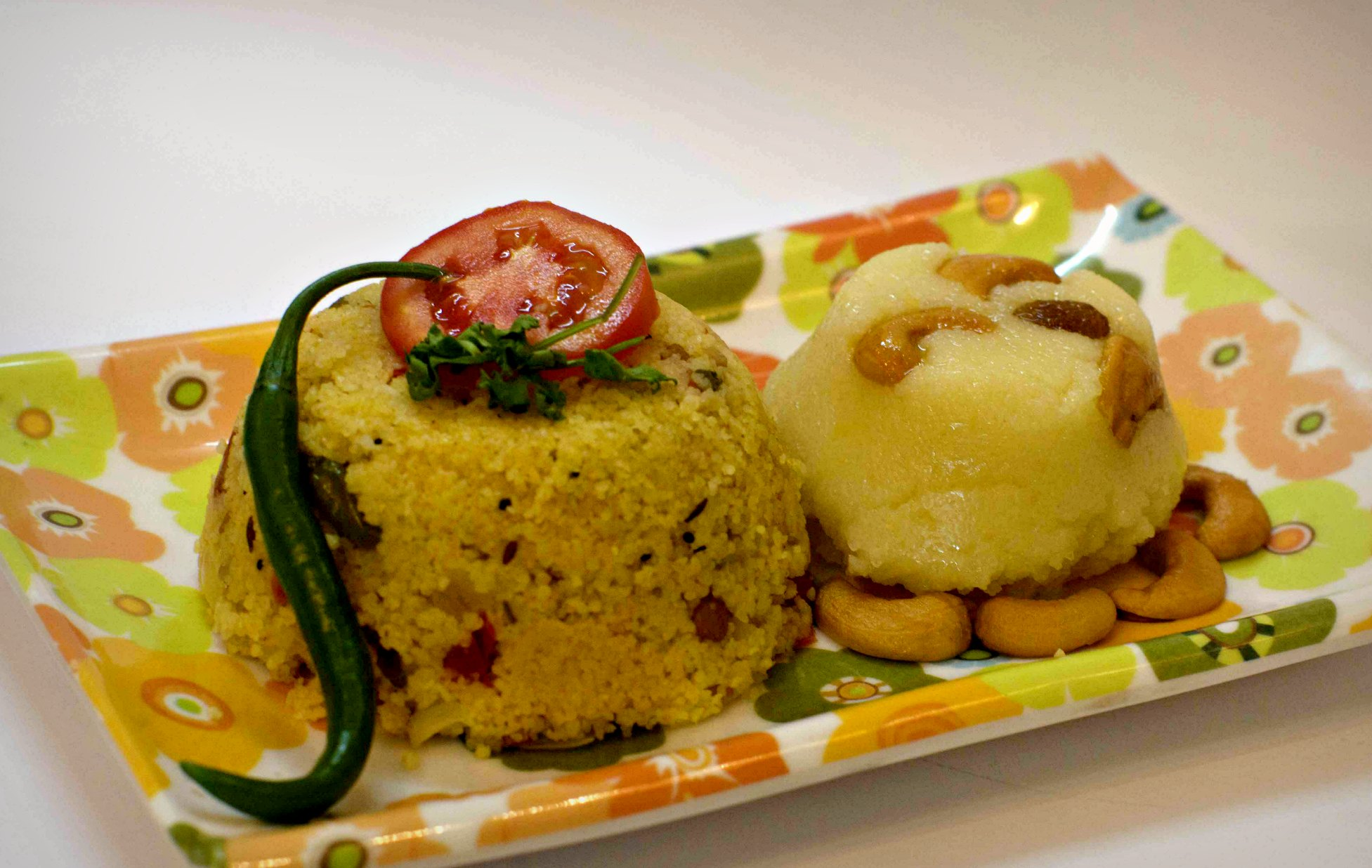
Le chow chow bath est un plat populaire pour le petit déjeuner au Karnataka. Il s'agit d'un kharabath épicé, servi avec un kesaribath sucré.

Bien qu'il s'agisse d'un plat sucré, il fait souvent office de petit déjeuner dans la plupart des régions méridionales. Au Karnataka, il est notamment servi accompagné soit d'uppittu ou de khara bath, et les deux plats combinés sont alors appelés chow chow bath.
Au Maharashtra, le kesari bhath est traditionnellement cuisiné avec du riz plutôt que de la semoule.
Dans le nord de l'Inde, le kesari bhath est servi comme dessert sous le nom de sheera halwa ou sooji halwa.
Le laapsi (en rajasthani : लापसी) est une variante du Rajasthan, très similaire au kesari bhath, la seule différence étant l'utilisation du boulghour au lieu du riz et de la semoule.
Il existe de nombreuses déclinaisons du kesari bhath selon les régions, en fonction des produits disponibles ; il peut être cuisiné avec des fruits tels que l'ananas, la banane, la mangue, le raisin, l'amande, la noix de cajou, la pistache…
Les ingrédients traditionnels utilisés pour sa préparation sont la semoule, le sucre, le ghi, le safran, l'eau et/ou le lait.